# 山目町
山目町（やまのめまち）は、1948年（昭和23年）まで岩手県西磐井郡にあった町。配志和神社の鎮座する蘭梅山が山地の要の位置に有ることから「山の要」転じて「山目」になった。および、湿地を好む荻が咲くと一面に赤くなることから「赤荻」となったと伝承されている。

## 沿革
- 1889年（明治22年）4月1日 - 町村制施行にともない、山目村と赤荻村が合併して新制の山目村が発足。
- 1948年（昭和23年）1月1日 - 町制施行し、山目町となる。
- 1948年（昭和23年）4月1日 - 一関町・中里村・真滝村と合併して一関市となる。

## 産業
1911年（明治44年） - 山十組一関製糸所、山目村字竹山にて創業開始。

## 教育
- 1873年（明治6年）7月19日 - 赤荻小学校創立[2]。
- 1874年（明治7年）5月1日 - 山目小学校創立。（蘭梅山麓の梅森真守宅の寺子屋を小学校に借用し開校[3]）
- 1887年（明治11年）8月1日 - 赤荻学校支校創立[4]。（→笹谷小学校）
- 1927年（昭和2年）9月 - 県立一関女学校、一関町より山目村向中野に移転[5]。
- 1947年（昭和22年）4月1日 - 山目中学校発足[6]。

## 交通
- 国鉄東北本線：山ノ目駅